# Diego Laxalt
Diego Sebastián Laxalt Suárez (Montevideo, Uruguay, 7 de febrero de 1993) es un futbolista uruguayo. Juega de lateral izquierdo, interior izquierdo o mediocentro y su equipo actual es el F. C. Dinamo Moscú de la Liga Premier de Rusia.

## Trayectoria
Comenzó a jugar el fútbol en el baby del club del barrio Santa Catalina, es allí donde lo apodaron Valde por tener el pelo similar al exfutbolista Carlos Valderrama, luego pasó a Cerro Junior. A los nueve años fue recomendado por el cuñado de un delegado de Defensor Sporting.
Hizo las divisiones formativas en Defensor Sporting Club, se consagró campeón del Campeonato Uruguayo con la sub-19 en el 2012. Además participó de la Copa Libertadores Sub-20 de 2012, competición internacional en la que lograron el segundo puesto, al perder con River Plate en la final por 0-1.
El 1° de septiembre de 2012 debutó como profesional, el entrenador Tabaré Silva lo hizo ingresar al minuto 67 por Diego Rolán y ganaron 0-4 frente a Wanderers en la fecha 2 del Torneo Apertura. Laxalt jugó su primer partido con 19 años, 7 meses, y 17 días, además utilizó la camiseta número 26.
Fue convocado en 3 oportunidades sin tener minutos, hasta que el 28 de octubre volvió a jugar, entró en el segundo tiempo para enfrentar a Central Español y empataron 1-1. Al siguiente partido, en la fecha 10, tuvo su primer encuentro en el Estadio Centenario ante 45.000 espectadores, ingresó al minuto 29 por una lesión de Diego Rodríguez, jugó contra Peñarol pero perdieron 2-1.
El 10 de febrero de 2013 su pase fue comprado por el Inter de Milán por 2.300.000 euros. Pero el club italiano dejó que finalizara la temporada en Uruguay.
Luego de una excelente participación en el Sudamericano Sub-20 con la selección de Uruguay, el 24 de febrero de 2013 jugó por primera vez de titular en Defensor, frente a Nacional en el Gran Parque Central, por la fecha 1 del Torneo Clausura, mostró su mejor nivel, al minuto 11 con un cabezazo anotó su primer gol oficial, y ganaron 0-1.
Laxalt se consolidó en el equipo y estuvo 12 veces en cancha, 7 como titular. Ganaron el Torneo Clausura pero posteriormente perdieron contra Peñarol en la definición por el campeonato. En su primera temporada como profesional jugó 15 partidos con Defensor Sporting y colaboró con un gol.
A pesar de mostrar un gran nivel en el Mundial Sub-20, ya que llegaron a la final pero perdieron por penales, el Inter le anunció que no lo iban a tener en cuenta para la temporada.
Fue cedido a préstamo al Bologna el 21 de agosto de 2013. Llegó al club para disputar la temporada 2013-14 en la máxima categoría italiana.
En su primer partido, un amistoso contra Solignano que se jugó el 22 de agosto, mostró su calidad, anotó 2 goles, un remate cruzado y otro de chilena, para lograr el triunfo por 8-0.
El técnico del primer equipo, Stefano Pioli, decidió mantener a Diego con el plantel principal y no mandarlo con las juveniles del club.
Debutó en Europa el 25 de septiembre, a pesar de ser su primer partido en la Serie A, fue titular y se destacó al anotar 2 goles contra Milan, llegaron a estar 3-1 arriba, pero al minuto final les convirtieron un gol y empataron 3-3. Laxalt jugó los 90 minutos con 20 años y se enfrentó a jugadores como Robinho, Ignazio Abate, Cristián Zapata y Nigel de Jong.
Fue nominado para el Premio Golden Boy 2013 como mejor futbolista sub-21 que juega en el continente europeo. El premio lo ganó Paul Pogba, figura de la Francia sub-20 que Laxalt supo enfrentar en la final de la Copa del Mundo.
Tuvo un gran primer semestre con el club, disputó 11 partidos en el 2013. Pero en la segunda parte de la temporada, no tuvo continuidad, estuvo presente en 4 oportunidades. Jugó 15 partidos en total, de los cuales 9 fueron como titular, pero Bologna descendió de categoría al terminar en la posición 19.
Una vez finalizada la temporada 2013/14, regresó al Inter para realizar la pretemporada 2014-15.
Debutó con el club italiano que pagó por su ficha el 26 de julio de 2014, en un partido amistoso de la International Champions Cup, ingresó al minuto 78 para jugar contra Real Madrid ante más de 62.500 personas, empataron 1-1, pero ganaron 3-2 en penales. Laxalt se enfrentó a jugadores como Daniel Carvajal, Asier Illarramendi e Isco, además se volvió a encontrar con Derik Osede y Diego Llorente, luego de los cuartos de final de la Copa del Mundo Sub-20 que enfrentó a Uruguay y España.
El 10 de agosto, jugó su último partido con Inter, un amistoso contra Eintracht Frankfurt en el Commerzbank-Arena, acudieron 50.000 espectadores, Laxalt jugó el segundo tiempo y perdieron 3-1.
El club decidió cederlo nuevamente para que mantenga el ritmo, por una temporada, esta vez al recién ascendido Empoli Football Club, por seis meses.
Debutó el 24 de agosto, en la tercera ronda de la Copa Italia, jugó los 13 minutos finales contra L'Aquila y ganaron 3-0. En la cuarta ronda, fue titular, se enfrentó a Genoa, jugó los 90 minutos, anotó su primer gol con Empoli y ganaron 2-0. Su rival de octavos de final fue Roma, Diego fue titular, empataron 1-1 en tiempo reglamentario, fueron a un alargue y al minuto 114, de penal, anotó De Rossi para poner el 2-1 final a favor de Roma, el uruguayo jugó los 120 minutos.
Laxalt no tuvo continuidad en la Serie A, recién en la fecha 11 logró sus primeros minutos, jugó 4 partidos seguidos pero luego estuvo en el banco de suplentes sin ingresar. El 26 de enero de 2015, fue convocado por última vez para defender al Empoli pero no tuvo minutos en el partido que enfrentaron a Udinese.
Inter interrumpió la cesión debido a la falta de oportunidades de su jugador y lo cedió a otro club, al que le había convertido un gol por la Copa, Genoa.
El 31 de enero de 2015 Laxalt llegó al club cedido del Inter por 18 meses, con una tarifa del préstamo de 500.000 euros.
Debutó con Genoa el 15 de febrero, jugó los 25 minutos finales contra Hellas Verona, brindó una asistencia y ganaron 5-2. Laxalt disputó 8 partidos en la Serie A con Genoa, fue titular en uno y finalizaron en sexta posición de la tabla.
Para la temporada 2015-16, comenzó como titular para el técnico Gian Piero Gasperini. El 28 de octubre, anotó un doblete contra Torino, fueron sus primeros goles con el club, y empataron 3-3.
Jugó todos los partidos del 2015 de la Serie A 2015-16 como titular, y los 90 minutos en cada uno. Además jugó 120 minutos en octavos de final por la Copa Italia, pero perdieron 1-2 en el alargue contra Alessandria. Culminó la temporada con 35 partidos jugados por Serie A, fue titular en todos y completó los 90 minutos en 33 de ellos, anotó 3 goles. Mostró un gran nivel, lo que le valió ser convocado por la selección de Uruguay y que el 1° de junio de 2016, Genoa comprara su ficha al Inter, por unos 2,3 millones de euros.
El 17 de agosto de 2018 el Milan hizo oficial su fichaje. En 2019 estuvo préstamo en Torino, en 2020 y 2021 fue cedido al Celtic de Escocia,  donde recuperó rodaje y tuvo paricipación de manera regular.
En junio de 2021 el Rossoneri vendió a Laxalt al F. C. Dinamo Moscú a cambio de 3,5 millones de euros.

## Selección nacional

### Juveniles
Diego Laxalt fue parte de la selección sub-20 de Uruguay, el técnico Juan Verzeri lo convocó para ser parte del proceso.
Debutó con la Celeste el 6 de junio de 2012, en un amistoso internacional contra la sub-20 de Estados Unidos, en el que ganaron 4-2.
Fue convocado para jugar el Sudamericano Sub-20 de 2013, en Argentina. Laxalt jugó 9 partidos, anotó un gol, Uruguay quedó en tercer lugar y clasificaron al Mundial.
Para la Copa Mundial Sub-20, volvió a ser convocado. No tuvieron una buena preparación, ya que perdieron los partidos amistosos previos al Mundial de Turquía.
Debutó a nivel mundial, el 23 de junio de 2013, en el primer partido de la fase de grupos, contra Croacia, jugó los 90 minutos pero perdieron 1-0. Luego de una charla que tuvo el plantel, lograron ganar los dos partidos restantes del grupo, ante Nueva Zelanda y Uzbekistán, por lo que clasificaron a la siguiente fase.
Se emparejaron con Nigeria en octavos de final, gracias a un doblete de su compatriota Nicolás López ganaron 2-1. Diego fue titular y jugó 76 minutos.
En cuartos de final, su rival fue España, quien se había coronado campeón de Europa el año anterior y llegó como favorito al Mundial. Uruguay neutralizó a su figura, Jesé Rodríguez, el partido finalizó sin goles en los 90 minutos, por lo que fueron a una prórroga y al minuto 103, su compañero Felipe Avenatti, anotó un gol de cabeza para sentenciar el 1-0 final. Laxalt disputó los 120 minutos.
Irak fue la sorpresa del Mundial, y se enfrentaron en la semifinal. Uruguay comenzó perdiendo al minuto 34 con un gol de su estrella Ali Adnan Kadhim, pero al minuto 88, su compañero Gonzalo Bueno puso el empate, 1-1. Fueron a un alargue, en el que no se anotaron goles, se decidió el ganador por penales, la Celeste fue más efectiva y se impuso por 7-6. Diego jugó el primer tiempo y para la segunda parte fue sustituido.
Uruguay llegó a la final, se enfrentó a Francia, que tenía en su plantel a figuras como Kurt Zouma, Geoffrey Kondogbia, Mario Lemina y Paul Pogba. Fue un partido parejo, no se convirtieron goles en los 90 minutos, tampoco en el alargue, por lo que fue el tercer partido seguido de 120 minutos para los charrúas. El campeón del mundo se definió por penales, pero esta vez Uruguay no estuvo tan efectivo, ya que Giorgian De Arrascaeta y Emiliano Velázquez fallaron los 2 primeros remates, Lucas Olaza anotó el suyo pero como los franceses convirtieron todos, perdieron 4-1. Laxalt jugó los primeros 71 minutos de la final. Disputó los 7 partidos del mundial.

#### Participaciones en juveniles
| Competición                            | Sede      | Resultado     | PJ | Goles |
| -------------------------------------- | --------- | ------------- | -- | ----- |
| Campeonato Sudamericano Sub-20 de 2013 | Argentina | Tercer puesto | 9  | 1     |
| Copa Mundial de Fútbol Sub-20 de 2013  | Turquía   | Subcampeón    | 7  | 0     |

### Absoluta
El 16 de marzo de 2016 fue convocado por primera vez a la selección de Uruguay por Óscar Washington Tabárez, para jugar las fechas 5 y 6 de las eliminatorias clasificatorias al mundial 2018. Estuvo en el banco de suplentes el 25 de marzo, contra Brasil en el Itaipava Arena Pernambuco, no ingresó y empataron 2 a 2. Para el siguiente partido, contra Perú, no fue convocado.
El 29 de abril fue reservado en un plantel preliminar de la Copa América Centenario. En la lista definitiva, que se dio a conocer el 13 de mayo, no fue confirmado.
Debido a una lesión del Cebolla Rodríguez, Tabárez lo convocó para reemplazarlo y ser parte del certamen continental.
Uruguay quedó eliminado en la fase de grupos tras perder los dos partidos iniciales, contra México y Venezuela. Laxalt no tuvo minutos en cancha.
Volvió a ser convocado el 24 de agosto, para jugar dos fechas por las eliminatorias.
Finalmente, el 6 de octubre de 2016, debutó con la selección, fue en el Estadio Centenario ante Venezuela en la fecha 9 de las eliminatorias mundialistas, jugó los 10 minutos finales y ganaron 3 a 0.
Su segunda aparición se dio en la fecha siguiente, el 11 de octubre, se enfrentó a Colombia en Barranquilla donde lograron empatar 2 a 2, Laxalt entró en los últimos 5 minutos del partido.

#### Participaciones en absoluta
| Competición                   | Sede            | Resultado        | Partidos | Goles |
| ----------------------------- | --------------- | ---------------- | -------- | ----- |
| Copa América Centenario       | Estados Unidos  | Fase de grupos   | 0        | 0     |
| Eliminatorias para Rusia 2018 | América del Sur | Clasificado      | 2        | 0     |
| Copa Mundial de 2018          | Rusia           | Cuartos de final | 4        | 0     |
| Copa América 2019             | Brasil          | Cuartos de final | 2        | 0     |

## Estadísticas

### Clubes
Actualizado al último partido disputado el 4 de diciembre de 2023.
| Club                           | Div.          | Temporada     | Liga  | Liga  | Liga   | Copas nacionales | Copas nacionales | Copas nacionales | Copas internacionales | Copas internacionales | Copas internacionales | Total | Total | Total  |
| Club                           | Div.          | Temporada     | Part. | Goles | Asist. | Part.            | Goles            | Asist.           | Part.                 | Goles                 | Asist.                | Part. | Goles | Asist. |
| ------------------------------ | ------------- | ------------- | ----- | ----- | ------ | ---------------- | ---------------- | ---------------- | --------------------- | --------------------- | --------------------- | ----- | ----- | ------ |
| Defensor Sporting C. · Uruguay | 1.ª           | 2012-13       | 15    | 1     | 0      | -                | -                | -                | -                     | -                     | -                     | 15    | 1     | 0      |
| Defensor Sporting C. · Uruguay | Total club    | Total club    | 15    | 1     | 0      | 0                | 0                | 0                | 0                     | 0                     | 0                     | 15    | 1     | 0      |
| Bologna F. C. · Italia         | 1.ª           | 2013-14       | 15    | 2     | 0      | 0                | 0                | 0                | -                     | -                     | -                     | 15    | 2     | 0      |
| Bologna F. C. · Italia         | Total club    | Total club    | 15    | 2     | 0      | 0                | 0                | 0                | 0                     | 0                     | 0                     | 15    | 2     | 0      |
| Empoli F. C. · Italia          | 1.ª           | 2014-15       | 4     | 0     | 0      | 3                | 1                | 0                | -                     | -                     | -                     | 7     | 1     | 0      |
| Empoli F. C. · Italia          | Total club    | Total club    | 4     | 0     | 0      | 3                | 1                | 0                | 0                     | 0                     | 0                     | 7     | 1     | 0      |
| Genoa C. & F. C. · Italia      | 1.ª           | 2014-15       | 8     | 0     | 1      | -                | -                | -                | -                     | -                     | -                     | 8     | 0     | 1      |
| Genoa C. & F. C. · Italia      | 1.ª           | 2015-16       | 35    | 3     | 3      | 1                | 0                | 0                | -                     | -                     | -                     | 36    | 3     | 3      |
| Genoa C. & F. C. · Italia      | 1.ª           | 2016-17       | 36    | 1     | 4      | 3                | 0                | 0                | -                     | -                     | -                     | 39    | 1     | 4      |
| Genoa C. & F. C. · Italia      | 1.ª           | 2017-18       | 32    | 3     | 3      | 2                | 1                | 0                | -                     | -                     | -                     | 34    | 4     | 3      |
| Genoa C. & F. C. · Italia      | Total club    | Total club    | 111   | 7     | 11     | 6                | 1                | 0                | 0                     | 0                     | 0                     | 117   | 8     | 11     |
| A. C. Milan · Italia           | 1.ª           | 2018-19       | 20    | 0     | 0      | 4                | 0                | 1                | 5                     | 0                     | 0                     | 29    | 0     | 1      |
| A. C. Milan · Italia           | 1.ª           | 2019-20       | 0     | 0     | 0      | -                | -                | -                | -                     | -                     | -                     | 0     | 0     | 0      |
| A. C. Milan · Italia           | Total club    | Total club    | 20    | 0     | 0      | 4                | 0                | 1                | 5                     | 0                     | 0                     | 29    | 0     | 1      |
| Torino F. C. · Italia          | 1.ª           | 2019-20       | 16    | 0     | 1      | 2                | 0                | 0                | -                     | -                     | -                     | 18    | 0     | 1      |
| Torino F. C. · Italia          | Total club    | Total club    | 16    | 0     | 1      | 2                | 0                | 0                | 0                     | 0                     | 0                     | 18    | 0     | 1      |
| A. C. Milan · Italia           | 1.ª           | 2019-20       | 4     | 0     | 0      | 2                | 0                | 0                | -                     | -                     | -                     | 6     | 0     | 0      |
| A. C. Milan · Italia           | 1.ª           | 2020-21       | 0     | 0     | 0      | -                | -                | -                | 0                     | 0                     | 0                     | 0     | 0     | 0      |
| A. C. Milan · Italia           | Total club    | Total club    | 24    | 0     | 0      | 6                | 0                | 1                | 5                     | 0                     | 0                     | 35    | 0     | 1      |
| Celtic F. C. Escocia           | 1.ª           | 2019-20       | -     | -     | -      | 2                | 0                | 0                | -                     | -                     | -                     | 2     | 0     | 0      |
| Celtic F. C. Escocia           | 1.ª           | 2020-21       | 17    | 1     | 0      | 3                | 0                | 0                | 6                     | 0                     | 0                     | 26    | 1     | 0      |
| Celtic F. C. Escocia           | Total club    | Total club    | 17    | 1     | 0      | 5                | 0                | 0                | 6                     | 0                     | 0                     | 28    | 1     | 0      |
| F. C. Dinamo Moscú · Rusia     | 1.ª           | 2021-22       | 14    | 0     | 0      | 2                | 0                | 0                | -                     | -                     | -                     | 16    | 0     | 0      |
| F. C. Dinamo Moscú · Rusia     | 1.ª           | 2022-23       | 9     | 0     | 0      | 5                | 0                | 0                | -                     | -                     | -                     | 14    | 0     | 0      |
| F. C. Dinamo Moscú · Rusia     | 1.ª           | 2023-24       | 13    | 0     | 4      | 4                | 0                | 0                | -                     | -                     | -                     | 17    | 0     | 4      |
| F. C. Dinamo Moscú · Rusia     | Total club    | Total club    | 36    | 0     | 4      | 11               | 0                | 0                | 0                     | 0                     | 0                     | 47    | 0     | 4      |
| Total carrera                  | Total carrera | Total carrera | 238   | 11    | 16     | 33               | 2                | 1                | 11                    | 0                     | 0                     | 282   | 13    | 17     |
| 1. 2.                          |               |               |       |       |        |                  |                  |                  |                       |                       |                       |       |       |        |

### Selección
Actualizado al último partido disputado el 18 de noviembre de 2019.
| Selección          | Temporada         | Continental | Continental | Continental | Mundial | Mundial | Mundial | Amistosos | Amistosos | Amistosos | Total | Total | Total  |
| Selección          | Temporada         | Part.       | Goles       | Asist.      | Part.   | Goles   | Asist.  | Part.     | Goles     | Asist.    | Part. | Goles | Asist. |
| ------------------ | ----------------- | ----------- | ----------- | ----------- | ------- | ------- | ------- | --------- | --------- | --------- | ----- | ----- | ------ |
| Sub-20 · Uruguay   | 2012              | -           | -           | -           | -       | -       | -       | 9         | 1         | 0         | 9     | 1     | 0      |
| Sub-20 · Uruguay   | 2013              | 9           | 1           | 2           | 7       | 0       | 0       | 3         | 0         | 0         | 19    | 1     | 2      |
| Sub-20 · Uruguay   | Total sel.        | 9           | 1           | 2           | 7       | 0       | 0       | 12        | 1         | 0         | 28    | 2     | 2      |
| Absoluta · Uruguay | 2016              | 2           | 0           | 0           | -       | -       | -       | -         | -         | -         | 2     | 0     | 0      |
| Absoluta · Uruguay | 2017              | -           | -           | -           | -       | -       | -       | 1         | 0         | 0         | 1     | 0     | 0      |
| Absoluta · Uruguay | 2018              | -           | -           | -           | 4       | 0       | 1       | 8         | 0         | 0         | 12    | 0     | 1      |
| Absoluta · Uruguay | 2019              | 2           | 0           | 0           | -       | -       | -       | 7         | 0         | 0         | 9     | 0     | 0      |
| Absoluta · Uruguay | Total sel.        | 4           | 0           | 0           | 4       | 0       | 1       | 16        | 0         | 0         | 24    | 0     | 1      |
| Total selecciones  | Total selecciones | 0           | 0           | 0           | 0       | 0       | 0       | 0         | 0         | 0         | 0     | 0     | 0      |
| 1. 2.              |                   |             |             |             |         |         |         |           |           |           |       |       |        |

## Palmarés

### Títulos nacionales
| Título          | Club                 | País    | Año  |
| --------------- | -------------------- | ------- | ---- |
| Torneo Clausura | Defensor Sporting C. | Uruguay | 2013 |
| Copa de Escocia | Celtic F. C.         | Escocia | 2020 |

### Títulos amistosos
| Título    | Equipo               | País  | Año  |
| --------- | -------------------- | ----- | ---- |
| China Cup | Selección de Uruguay | China | 2018 |